# 蕭軌
蕭軌（？—556年7月9日），北齊將領。

## 生平
蕭軌出仕北齊，為儀同三司。天保六年（555年）四月，蕭軌與尉瑾二人率兵攻伐南梁晉州皖城，晉州刺史蕭惠獻州投降，北齊改晉州為江州。十一月，北齊文宣帝因其所扶持的南梁皇帝蕭淵明被陳霸先廢掉，遂以蕭軌為大都督，命其率兵攻梁。蕭軌到達長江北岸後，先派遣都督柳達摩等將領率兵渡江佔領石頭城。
天保七年（556年）三月，蕭軌率部眾渡江，與任約、徐嗣徽所部合兵十萬，出柵口，進逼梁山，被陳霸先帳內盪主黃叢擊敗，退保蕪湖。六月乙卯（7月4日），蕭軌率部眾潛至鍾山，與梁軍在鍾山之西作戰，因遇霖雨而失利，遂與部屬李希光、王敬寶、東方老等四十六位將領被梁軍俘獲。六月庚申（7月9日），蕭軌等將領被斬首。消息傳至北齊後，身為人質的陳曇朗（陳霸先同母弟陳休先之子）被處死。